# Communauté de communes du Canton de Belmont-de-la-Loire
Die Communauté de communes du Canton de Belmont-de-la-Loire  war ein französischer Gemeindeverband (Communauté de communes) im Département Loire und der Region Rhône-Alpes. Er wurde am 21. Dezember 1993 als Nachfolger eines 1983 entstandenen SIVOMs gegründet und fusionierte zum Jahreswechsel 2012/2013 mit der Communauté de communes Le Pays de Charlieu zur Charlieu-Belmont Communauté.

## Ehemalige Mitglieder
1. Arcinges
2. Belleroche
3. Belmont-de-la-Loire
4. Le Cergne
5. Cuinzier
6. Écoche
7. La Gresle
8. Saint-Germain-la-Montagne
9. Sevelinges

## Quelle
- Le SPLAF - (Website zur Bevölkerung und Verwaltungsgrenzen in Frankreich (frz.))